# Grafschaft Brehna

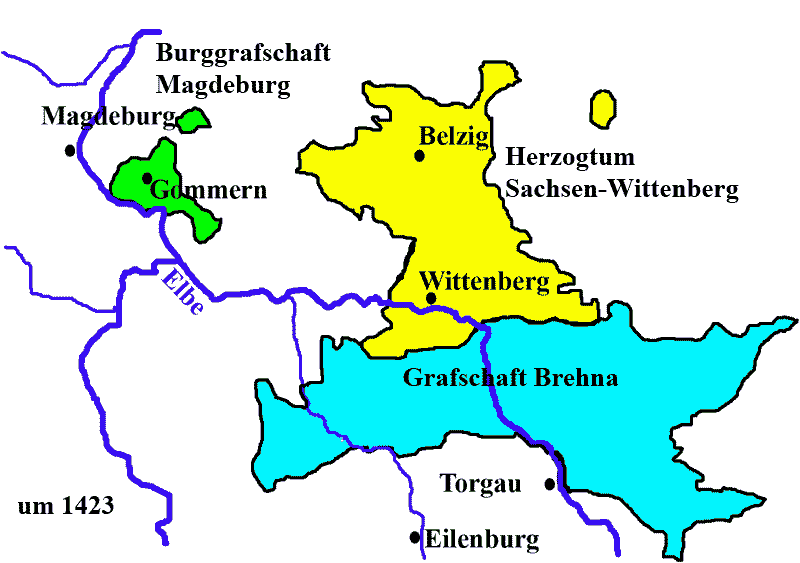
Ungefähre Grenzziehung der Grafschaft Brehna um 1480

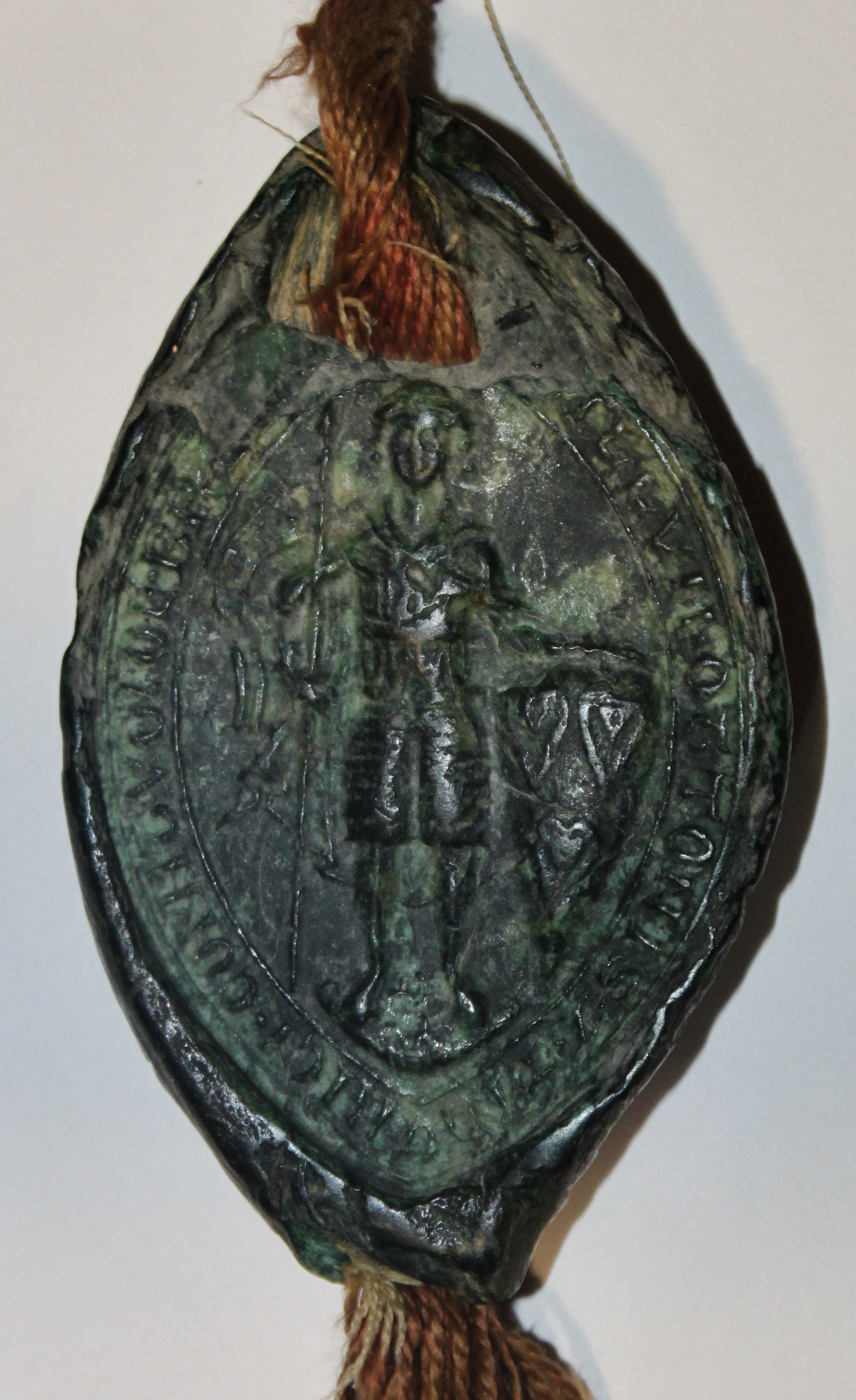
Siegel der Grafen zu Brehna 1226

Die Grafschaft Brehna lag zwischen der Markgrafschaft Meißen und dem Herzogtum Sachsen-Wittenberg und erhielt ihren Namen von dem Ort Brehna.

## Entstehung
Graf Dietrich II. von Wettin erbte 1017 die Besitzungen seines Onkels, des Grafen Friedrich von Eilenburg, da jener nur Töchter hatte, die nicht erbberechtigt waren. Nach der Ermordung Dietrichs II. 1034 teilten seine Söhne den väterlichen Besitz:
- Eilenburg ging an Dedo II., der es 1075 seinem Sohn Heinrich I. vererbte,
- die Grafschaft Brehna ging an: Thimo I., der Ältere, und Gero.

## Brehna
Erstmals traten 1053 der Ort und die Grafschaft unter der Bezeichnung Brehna (Brene) in Erscheinung. Schon vor 1053 ließ Graf Thimo I. in Brehna eine Burg errichten.
Zunächst verwalteten beide Brüder gemeinsam die Grafschaft. Später erhielt Thimo I. Wettin und Gero Brehna sowie Camburg. Beide Brüder nahmen an den Kämpfen des sächsischen Adels gegen Heinrich IV. teil und unterstützten zeitweilig den Gegenkönig Rudolf von Schwaben. Als nächster Graf wird Thimo II., der Jüngere, genannt, wobei seine Existenz allerdings nicht belegt ist; einige Forscher leiten sie davon ab, dass Thimo I. (geb. vor 1034) als möglicher Vater Konrads I. bei dessen Geburt (um 1098) bereits ein beachtliches Alter gehabt haben müsste. Er oder Thimo II. hinterließ zwei Söhne, Dedo IV. und Konrad I.  Da die Söhne Geros, Dietrich, Wilhelm von Camburg und Günther, keine Kinder hatten, fiel die Grafschaft Brehna 1106 an Konrad I., der ab 1127 Markgraf von Meißen und seit 1136 der Niederlausitz, Graf von Brehna, Camburg und Herr über die Herrschaft Eilenburg war. Konrad I. hielt sich gelegentlich in Brehna auf. Vor seinem Eintritt in das Augustinerchorherrenstift auf dem Petersberg bei Halle (Lauterberg) übergab er. seinen gesamten Besitz seinen Söhnen.
Friedrich I., sein jüngste Sohn, geboren zwischen 1142 und 1145, war mit Hedwig, der Tochter Theobald I. von Böhmen-Jamnitz verheiratet. Sie erhielt die Grafschaften Brehna und Camburg und gilt, obwohl es wettinische Grafen in Brehna bereits vor Konrad I. gegeben hatte, erstaunlicherweise als Begründer des Grafengeschlechts von Brehna. Für die Grafschaft Brehna erwarb sie zahlreiche Besitzungen.

## Herzberger Zeit
Nach seinem Tod 1181 verlegten seine beiden Söhne, Otto I. und Friedrich II., den Sitz der Grafschaft Brehna nach Herzberg (Elster), behielten aber den Namen Grafen von Brehna bei. Der Grund für die Verlegung könnte ihre Teilnahme an der deutschen Ostexpansion gewesen sein.
Der durch den plötzlichen Tod Heinrichs VI. ausgelöste staufisch-welfische Thronstreit führte die beiden o. g. Söhne Friedrichs auf die Seite König Philipps von Schwaben. 1203 kam es zu Auseinandersetzungen zwischen den streitenden Parteien, die auch das Brehnaer Gebiet betrafen. Der böhmische König Przemysl Ottokar I. und der Landgraf Hermann I. von Thüringen, die auf die welfische Seite übergewechselt waren, bedrängten mit ihren Truppen 1203 die Städte Halle und Magdeburg und verwüsteten Brehna und Wettin. Otto I. konnte mit seinem Vetter, Graf Ulrich I. von Wettin, in den Kämpfen bei Landsberg und Zörbig die Gegner schlagen. Am 23. Dezember 1203 starb Otto I. Er wurde im Kloster Brehna beigesetzt.

## Wettiner
Die Grafschaft verwaltete sein Bruder Friedrich II. nun allein. Seit 1206 war dieser Vormund Graf Heinrich III. von Wettin. Da jener bereits im Alter von 12 Jahren starb, erlosch mit ihm 1217 die Linie der Grafen von Wettin. Die Grafschaft fiel zu großen Teilen an das Haus Brehna. Am 6. Oktober 1220 starb seine Frau Judith, mit der er vier Kinder gehabt hatte. 1221 brach er zu einem Kreuzzug ins Heilige Land auf, wo er dem Tempelritterorden beitrat und bald an einer Krankheit starb. Seine beiden Söhne, Otto II. und Dietrich I., übernahmen die Regierungsgeschäfte.
Die Brüder, die die Grafschaften Brehna und Wettin fest in ihrer Hand hatten, hielten sich vorwiegend in Herzberg, Schlieben und Löben auf. 1234 starb Otto II. kinderlos. Sein Erbe fiel an seinen jüngeren Bruder Dietrich I.
Konrad I., der einzige Sohn von Dietrich I. der im weltlichen Stand verblieb, trat die Nachfolge des Vaters an. Nachfolger Konrads I. wurde sein ältester Sohn Albrecht. Albrecht starb bereits 1284, ohne Kinder zu hinterlassen. Sein Bruder Otto IV. wurde sein Nachfolger. Graf Otto IV. nahm an dem von König Rudolf I. nach Erfurt im Juni 1290 einberufenen Reichstag teil. Dort verstarb er als Letzter seines Geschlechtes.

## Askanier
Nach dem Tode Otto IV. fiel die Grafschaft, da er keinen Erben benannt hatte, an König Rudolf I. Am 31. August 1290 verlieh der König Rudolf I. sie an seinen noch minderjährigen Enkel, den askanischen Herzog Rudolf I. von Sachsen-Wittenberg. Die askanischen Herzöge nahmen Titel und Wappen der Grafen von Brehna an. Der Erwerb der Grafschaft Brehna bedeutete für den Herzog einen Machtzuwachs, denn das Einkommen der Grafen von Brehna soll sich nach der Erfurter Peterschronik auf 2.000 Mark Silber belaufen haben.
Mit dem Aussterben der Sachsen-Wittenberger Linie der Askanier 1422 gelangte die Grafschaft Brehna 1423 an Friedrich (IV.)/I., den Streitbaren, aus dem Hause Wettin, der am 1. August 1425 in Budapest mit dem Kurfürstentum Sachsen, dem Erzmarschallamt, der Burg Allstedt, der Grafschaft Brehna und der Burggrafschaft Magdeburg feierlich belehnt wurde.
Durch die Leipziger Teilung 1485 fiel die Grafschaft Brehna an die vom Kurfürsten Ernst begründete Ernestinische und 1547 an die Albertinische Linie. In der Zeit von 1658 bis 1738 gehörte Brehna zu Sachsen-Merseburg. 1815 kam es in der Folge des Wiener Kongresses an Preußen.

## Die Grafen von Brehna

Wappen von Brehna

- Gero von Brehna, 1020–1071 oder 1089
- Dietrich von Brehna, 1071–1105
- Konrad der Große 1106–1156
- Friedrich I. von Brehna 1157–1181
- Otto I. von Brehna († 23. Dezember 1203) 1181–1203
- Friedrich II. von Brehna und Wettin († 16. Oktober 1221), 1181–1221
- Otto II. 1221–1234
- Dietrich I. 1221–1264
- Konrad II. 1264–1274
- Albrecht 1274–1282
- Otto III. (IV.) 1283–1290